# Leon Niewiadomski
Leon Niewiadomski (ur. 18 listopada 1901 w Świerczynku koło Włocławka, zm. 7 lutego 1982 w Mogilnie) – polski geograf, nauczyciel, harcmistrz.
Pochodził z rodziny chłopskiej. W 1917 został przyjęty do Seminarium Nauczycielskiego we Włocławku. Po wybuchu Powstania wielkopolskiego, pod koniec 1919 przyłączył się do powstańców, a następnie w lutym 1920 został wcielony do wojska. Nadwątlone w czasie powstania zdrowie nie pozwoliło mu skończyć służby wojskowej i w listopadzie 1920 został zwolniony.
W 1922 podjął pracę jako niewykwalifikowany nauczyciel w Ściborzu koło Gniewkowa, następnie uczył w Padniewku koło Mogilna, potem w Wielowsi niedaleko Pakości. W 1926 ukończył Seminarium Nauczycielskie wraz z maturą we Włocławku. Od 1928 związał się na stałe ze Szkołą Podstawową Nr 1 w Mogilnie. Pracował jako nauczyciel i jednocześnie podnosił swoje kwalifikacje kończąc w 1937 Wyższy Kurs Nauczycielski w Warszawie.
Od samego początku pasjonował się geografią i przyrodoznawstwem i podłożył podwaliny pod rozwój masowej turystyki krajoznawczej w Mogilnie. Był współzałożycielem w 1931 Oddziału Polskiego Towarzystwa Turystycznego w Mogilnie.
Od początku pobytu w Mogilnie działał w mogileńskim harcerstwie. W latach 1929–1939 pełnił funkcję drużynowego w męskiej drużynie harcerskiej im. ks. Piotra Wawrzyniaka. W 1931 ukończył harcerski kurs dla nauczycieli w Sierakowie. W 1935 brał udział w Jubileuszowym Zlocie ZHP w Spale. W 1936 zdobył stopień harcmistrza. Brał następnie udział w Światowych Zlotach Harcerstwa w Kopenhadze i w Szwecji.
Od 1 września 1939 do zajęcia Mogilna przez Niemców 11 września 1939 był w Komendzie Obrony Przeciwlotniczej. W okresie okupacji pracował jako robotnik rolny, a potem jako hamulcowy i konduktor fabrycznej kolejki cukrowni Dobra. Od stycznia 1941 do stycznia 1945 pracował jako kasjer w Urzędzie Gminy Topólka.
W styczniu 1945 powrócił z rodziną do Mogilna i podjął pracę jako kierownik Publicznej Szkoły Powszechnej Nr 1 w Mogilnie. Funkcję tę pełnił do przejścia na emeryturę w końcu sierpnia 1968. Pod koniec lat 1940. podjął studia w Instytucie Geograficznym Uniwersytetu Poznańskiego. Ukończył je w 1952 dyplomem magistra filozofii z zakresu geografii, otrzymanym za pracę Zdjęcia morfologiczne w obrębie arkusza Mogilno w podziałce 1: 25 000 przygotowaną pod kierunkiem prof. dr Augusta Zierhoffera.
Od razu po wojnie, w połowie 1945 reaktywował też w Mogilnie trzyletnią Szkołę Dokształcającą, której nazwę zmieniono w 1947 na Zasadniczą Szkołę Zawodową, a w 1951 na Zasadniczą Szkołę Mechanizacji. Po wojnie Leon Niewiadomski kontynuował działalność w zakresie turystyki krajoznawczej. W 1954 założył w Mogilnie Oddział Polskiego Towarzystwa Geograficznego, w którym pełnił funkcję prezesa w latach 1954–1963 i 1969–1981.
Od stycznia 1945 podejmuje też służbę harcerską. Pod jego opieką wznowiła działalność 1 Męska Drużyna Harcerzy im. ks. Piotra Wawrzyniaka, a we wrześniu 1946 powstała 2 Męska Drużyna Harcerzy im. Zawiszy Czarnego. W latach 1945-1949 był członkiem Komendy Hufca w Mogilnie, działaczem Ruchu Przyjaciół Harcerstwa i Harcerskiej Spółdzielni „Ka-De-Ha” w Poznaniu. Od 1950 do 1956 wycofał się z organizacji harcerskiej. W grudniu 1956, po Zjeździe Łódzkim, ponownie zgłosił się do służby harcerskiej.
Uhonorowany został wpisem do Księgi Zasłużonych dla Oświaty i Wychowania, odznaczony Wielkopolskim Krzyżem Powstańczym, Medalem 10-lecia Polski Ludowej, Brązowym i Złotym Krzyżem Zasługi, Krzyżem Kawalerskim Orderu Odrodzenia Polski, Krzyżem „Za Zasługi dla ZHP” i Honorową Odznaką Ruchu Przyjaciół Harcerstwa.